# Libeňský ostrov

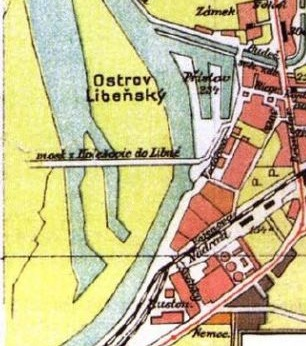
Libeňský ostrov a přístav na plánu Libně z roku 1879, doplněném začátkem 20. století

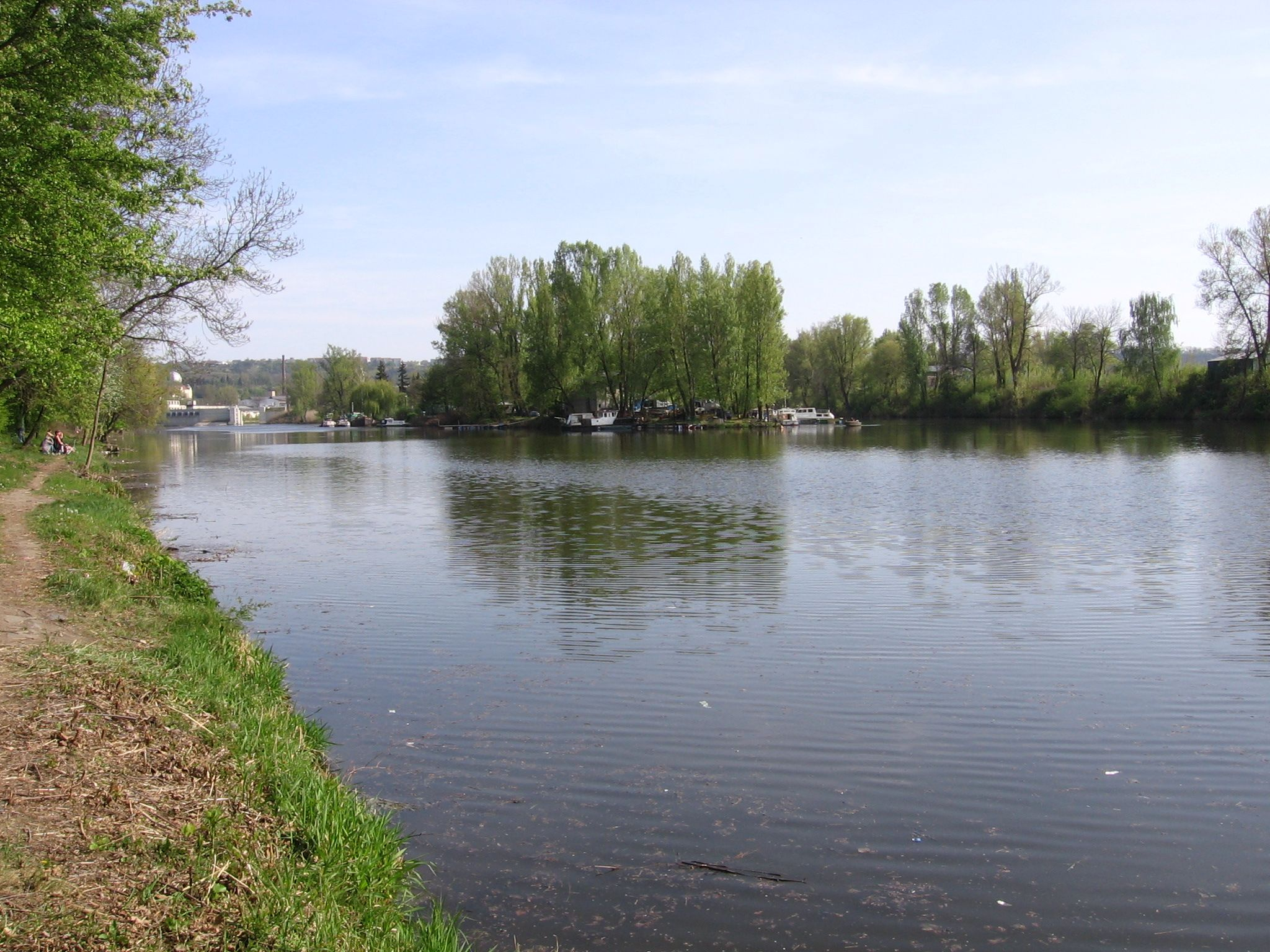
Severní špice Libeňského ostrova

Libeňský ostrov je poloostrov připojený ke břehům Libně. Dříve to byl skutečný ostrov, největší ze skupiny asi deseti ostrůvků mezi Libní a Holešovicemi.

## Popis a historie
Dnešní podoba tohoto území je výsledkem regulace z let 1927–1928. Tehdy byl vybudován Libeňský most a upraven Libeňský přístav. Koryto Vltavy bylo v místech holešovického meandru přeloženo k západu (k Holešovicům) a zkráceno asi o 1100 metrů.
Libeňský ostrov byl spojen s libeňským břehem a původní koryto Vltavy se stalo slepým ramenem. Úzká západní kosa oddělující toto rameno od hlavního toku řeky (někdy označovaná jako Maninský ostrov) vznikla uměle v místě původního koryta. Je zastavěna hlavně různými skladišti.
V příčném řezu tokem Vltavy, vedeném na sever od Libeňského mostu od východu k západu, je možné sledovat historii terénních úprav:
- zasypaný východní bazén libeňského přístavu na západ od Voctářovy ulice (postaven 1896, zanikl asi 1928)
- západní bazén libeňského přístavu (postaven 1896)
- někdejší pravé rameno Vltavy (zaslepeno asi 1928)
- někdejší levé rameno Vltavy (zaslepeno asi 1928)
- uměle přeložený tok Vltavy (přeložen asi 1928)
- bazén holešovického přístavu (postaven 1892–1894)

Již od roku 1927 je Libeňský ostrov využíván k rekreaci. V letech 1926–1934 měl Eduard Štorch v severní části ostrova pronajatý pozemek, který si vyhlédl již začátkem 20. let, a ve skautském duchu zde provozoval svůj výchovný projekt Dětská farma. Sídlí zde dvě organizace Českého zahrádkářského svazu, dále oddíly vodáků, vodního motorismu, Junák, tenisový a volejbalový oddíl, Dům dětí a mládeže a další obdobné organizace. Pod protipovodňovou zdí je umístěna hospůdka U Budyho, kterou provozuje Petr Placák. Přes ostrov vede páteřní cyklotrasa A2.
V roce 2002 byl ostrov zasažen povodněmi a většina staveb poničena. Poté zde byl vybudovaný protipovodňový systém, který vedle zdi zahrnuje i vrata uzavírající vjezd do Libeňského přístavu. Ta jsou umístěna u ústí řeky Rokytka do mrtvého ramene Vltavy v Thomayerových sadech.
Na Libeňský ostrov 90. let, zejména do zdejší hospůdky U Budyho, je zasazen děj filmové komedie U mě dobrý na motivy povídek Petra Šabacha, kterou podle scénáře Petra Jarchovského natočil v roce 2008 Jan Hřebejk.

## Další názvy
- Veliký ostrov